# Sérgio Henrique Francisco
Sérgio Henrique Francisco, meglio noto come Serginho (Avaré, 19 dicembre 1984), è un calciatore brasiliano, attaccante del Linense.

## Caratteristiche tecniche
È un attaccante che gioca come ala sinistra.

## Carriera
Con il Wilstermann conta anche 21 presenze in Coppa Libertadores, dove segnò 2 gol nell'edizione 2018 e uno nel 2020, e 18 presenze nella Coppa Sudamericana con un gol nell'edizione 2022.